# Глидден, Фредди
Фредерик Фредди Глидден (англ. Frederick 'Freddie' Glidden; 7 сентября 1927 — 1 января 2019) — шотландский профессиональный футболист, который провёл большую часть своей карьеры в «Харт оф Мидлотиан».

## Ранние годы
Глидден рос в Стониберне, там же начал играть в футбол за различные молодёжные команды. Сначала он был нападающим, затем после перехода в «Уитберн Джуниорс» стал играть в полузащите. В этом амплуа он получил опыт игры в молодёжных международных соревнованиях и, в конечном итоге, шанс подписать контракт с профессиональным клубом.

## Клубная карьера
Он подписал контракт с «Хартс» в 1946 году, но провёл ещё два года в составе молодёжной команды «Ньютонграндж Стар», где играл вместе с будущим товарищем по «Хартс» Вилли Болдом.
Вернувшись в «Хартс» в 1948 году и сыграв несколько сезонов в резервной команде, Глидден дебютировал за первую команду в ноябре 1951 года в матче против «Куин оф зе Саут». Хотя он сыграл на позиции правого защитника, по ходу сезона он стал выходить на поле на правый фланг полузащиты. В 1954 году центральный защитник «Хартс» Бобби Дуган получил серьёзную травму, которая стала уже второй в его карьере, и ему потребовалась операция на колене. Глиддену пришлось заменить Дугана на его позиции, в итоге он занял это амплуа на постоянной основе. Он вместе с командой прервал 48-летнюю серию «Хартс» без трофеев, выиграв Кубок Лиги 1954/55. Также он в статусе капитана привёл команду к победе в кубке Шотландии 1955/56, этот момент он вспоминал как «самый сладкий» в своей футбольной карьере.
Глидден дополнил свой послужной список чемпионским титулом, который «Харст» выиграли в сезоне 1957/58, впервые с 1897 года. Но из-за рецидива травмы спины в следующем сезоне Глидден стал реже появляться на поле и в конечном итоге покинул «Хартс».
В 1959 году он присоединился к «Дамбартону» и играл три сезона во втором дивизионе, прежде чем уйти в отставку в 1962 году.

## Вне футбола
На протяжении всей своей карьеры Глидден играл по контракту с неполной занятостью, одновременно работая в отделе водных ресурсов округа Западный Лотиан. Позже он работал почтальоном в Эдинбурге. Он продолжал поддерживать свой бывший клуб «Хартс» и в течение многих лет был постоянным зрителем на домашних играх клуба.

## Смерть
Фредди Глидден умер 1 января 2019 года в возрасте 91 года.